# Bucaramanga
Bucaramanga er hovedstad og største by i departementet Santander, Colombia. Bucaramanga er med 521.857 indbyggere den niende største by i landet.
Byen har den femte største økonomi med BNP i Colombia, har det højeste BNP pr. indbygger i Colombia, har den laveste arbejdsløshed.
Bucaramanga har over 160 parker spredt over hele byen.
7°07′07″N 73°06′58″V / 7.1186°N 73.1161°V